# 印度生活水准

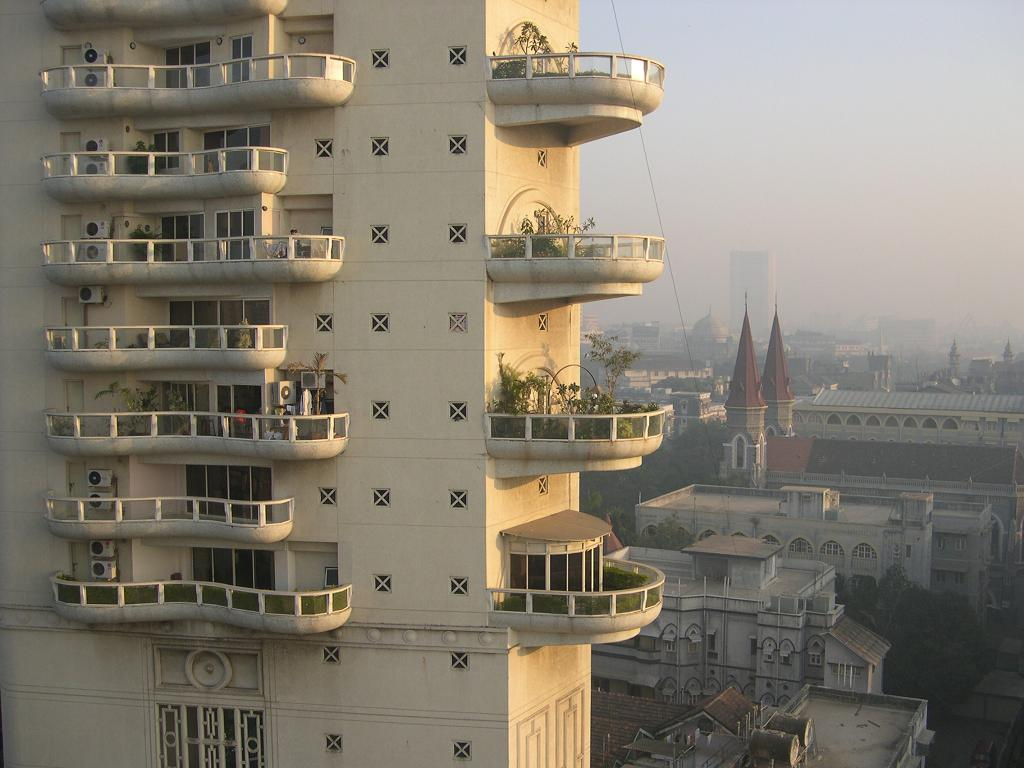
印度孟买中产阶级居民的公寓

印度的生活水准一直在逐渐的提升之中。最常见的衡量生活水准是按购买力平价 (PPP)调整的人均国内生产总值 (GDP)。2005年2，印度按购买力平价调整的人均国内生产总值为3,460美元。这个数字可以与相邻的中国（6,660美元）相比较。
作为在世界上经济增长最快速的国家之一，2004年-2005年的平均增长率为8%，印度正在快速成为巨大的、全球重要的消费者经济。印度的中产阶级，人数在2到3亿之间，正在快速地习惯于西方生活方式。如果这个趋势持续下去，到21世纪中叶，印度人均购买力平价将增加到发达国家的将近三分之一。2006年，22%的印度人生活在贫困线以下，已经比1995年的50%下降很多。印度计划在2020年消除贫困。
印度的生活水准差异悬殊，例如乡村地区只有基本的医疗设施，而城市中拥有世界水准的医疗设施。机械使用于建筑工程还是晚近的事，许多工程仍然由数目庞大的劳工在没有机械设备的情况下建造。 

## 贫困
近期的经济发展已经使印度上等和中产阶级受惠，但还有相当大比例的印度公民需要得到发展的好处。“国家样本测量组织”(NSSO)估计2004–2005年度有22.15%的人口生活在贫困线以下，已经比1977–1978年度的51.3%下降很多。75%的贫困人口生活在乡村地区（占乡村人口的27.1%）

## 地区平衡

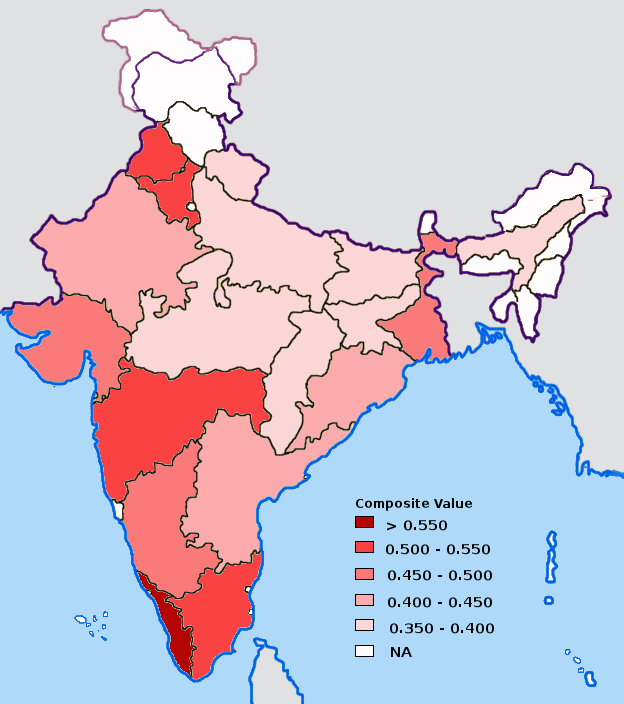
2001年印度各邦的社会发展指数，深色区域表现较好

## 物质基础设施

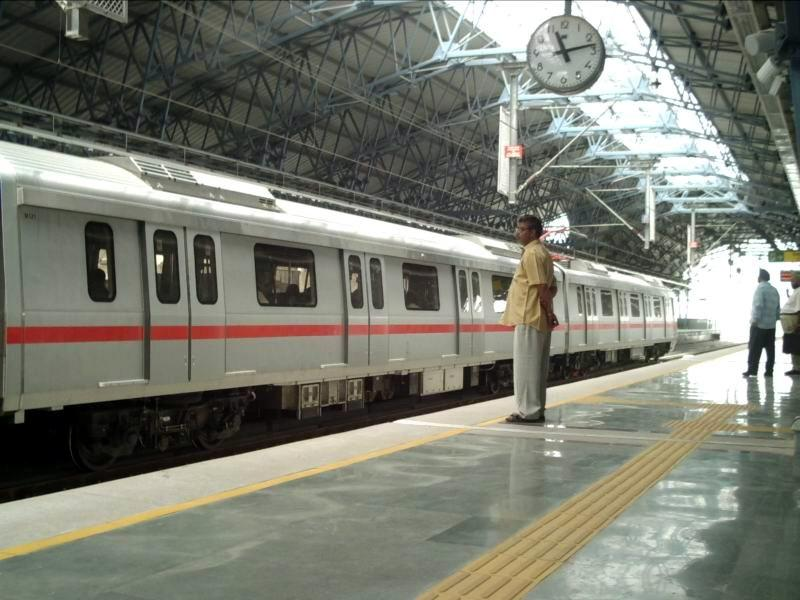
2002年开始运营的新德里地铁

独立以后，印度